# Кириківський парк
Кириківський — парк-пам'ятка садово-паркового мистецтва місцевого значення в Україні. Об'єкт природно-заповідного фонду Сумської області.
Розташований в центральній частині смт Кириківка на території колишнього цукрового заводу. Площа — 1,8 га. Оголошено територією ПЗФ 15.04.1975. Закладений у 1913 р. родиною цукрозаводчиків та меценатів Харитоненків. У насадженнях представлено близько 15 видів дерев і чагарників, серед яких є окремі дерева віком понад 100 років.